# Associazione Calcio Pro Sesto 1986-1987
Questa pagina raccoglie le informazioni riguardanti l'Associazione Calcio Pro Sesto nelle competizioni ufficiali della stagione1978/1979
Nella stagione 1986-1987 la Pro Sesto disputa il girone B del campionato interregionale, che vince con 44 punti, uno in più del Lecco, ed ottiene il ritorno in Serie C dopo aver navigato per 36 stagioni nelle serie minori.

## Rosa
| N. |                   | Ruolo | Calciatore           |
| -- | ----------------- | ----- | -------------------- |
|    | Italia (bandiera) | A     | Emilio Chistolini    |
|    | Italia (bandiera) | C     | Francesco Conte      |
|    | Italia (bandiera) | C     | Gregorio Discanni    |
|    | Italia (bandiera) | A     | Massimiliano Ferrari |
|    | Italia (bandiera) | D     | Fabio Franchini      |
|    | Italia (bandiera) | C     | Devis Giani          |
|    | Italia (bandiera) | D     | Maurizio Lizzani     |
|    | Italia (bandiera) | D     | Bruno Mauri          |
|    | Italia (bandiera) | D     | Maurizio Mauri       |
|    | Italia (bandiera) | A     | Roberto Mazzeo       |
|    | Italia (bandiera) | A     | Giampietro Novara    |

| N. |                   | Ruolo | Calciatore         |
| -- | ----------------- | ----- | ------------------ |
|    | Italia (bandiera) | C     | Davide Pannuto     |
|    | Italia (bandiera) | C     | Ermanno Pelucchi   |
|    | Italia (bandiera) | D     | Gian Maria Pennati |
|    | Italia (bandiera) | P     | Enrico Pirovano    |
|    | Italia (bandiera) | C     | Antonello Pisano   |
|    | Italia (bandiera) | A     | Marco Pozzi        |
|    | Italia (bandiera) | D     | Stefano Rogari     |
|    | Italia (bandiera) | C     | Mario Rossetti     |
|    | Italia (bandiera) | C     | Fabio Scuratti     |
|    | Italia (bandiera) | A     | Alfredo Spada      |
|    | Italia (bandiera) | A     | Max Uberti         |